# Surgeons' Hall
Surgeons' Hall i Edinburgh, Skotland er hovedkvarteret for Royal College of Surgeons of Edinburgh (RCSEd). Det huser Surgeons' Hall Museum, og RCSEd bibliotek og arkiv. Det nuværende Surgeons' Hall blev designet af William Henry Playfair og stod færdig i 1832, og er en listed building i kategori A.
Surgeons' Hall Museum er et stort medicinsk museum i Skotland og det er et af Edinburghs mange turistattraktioner. Museet er anerkendt for sin samling af national vigtighed af Scottish Government.
Museet genåbnede i september 2015 efter at have været lukket i 18 måneder for at blive renoveret.